# João André Quemstedo
João André Quemstedo (em alemão: Johannes Andreas Quenstedt; em latim: Ioannes Andreas Quenistedus), 13 de agosto de 1617 - 22 de maio de 1688), também transliterado como Quenistedo, foi um proeminente teólogo luterano alemão, inserido na tradição escolástica luterana. 
Seu trabalho reflete a ortodoxia luterana em um período de transição e reconstrução teológica.

## Biografia
Nascido em Quedlinburg, Quemstedo era sobrinho de Johann Gerhard, um influente teólogo da época. Sua formação acadêmica ocorreu na Universidade de Helmstedt entre 1637 e 1643, seguida por estudos na Universidade de Wittenberg em 1644. Em Wittenberg, ele iniciou sua carreira docente, lecionando geografia e, posteriormente, assumindo diversas posições na faculdade de filosofia. Entre 1646 e 1688, Quemstedo ocupou cargos que variavam de professor adjunto a professor ordinário de teologia, onde se destacou pelo seu compromisso com a educação teológica.
Quemstedo é reconhecido como um representante da reação ortodoxa luterana, especialmente após os desafios teológicos enfrentados durante o início do período de reconstrução. Sua obra mais significativa, Theologia didático-polêmico sive systema theologicum (publicada em Wittenberg em 1685 e revisada em Leipzig em 1715), sintetiza trinta anos de reflexão e ensino. Esta obra é marcada por uma abordagem rigorosa, alinhada aos padrões da ortodoxia luterana, e se fundamenta na Theologia positiva acroamatica de seu mentor, Johann Friedrich König. Quemstedo enfatizava uma dogmatização externa, em contraste com um desenvolvimento interno dos temas, utilizando refinamentos escolásticos para aprofundar suas argumentações.
Quemstedp era conhecido por seu caráter ameno e irênico, além de sua disposição piedosa e reservada. Essas qualidades se refletem em sua obra Ethica pastorum et instructio cathedralis (1678), onde ele aconselha os pastores a equilibrar a severidade com a gentileza ao lidarem com hereges. Ele enfatiza a importância de distinguir entre tentadores e tentados, além de advertir contra o pedantismo no púlpito. A leitura de obras como Vom wahren Christenthum de Johann Arndt também é recomendada por Quemstedo, evidenciando seu compromisso com uma prática pastoral sensível e reflexiva.

## Teologia
Quemstedo defendia a eleição condicional acreditava que: "A fé, inclusive a fé perseverante ou final, é considerada na eleição eterna não como algo concedido previamente, mas como algo previamente conhecido." 

## Links externos
- João André Quemstedo (em inglês) no Mathematics Genealogy Project
- Studium Excitare: Biography of Johannes Andreas Quenstedt by Caleb R. Bassett
- Sepultura Veterum by Johannes Andreas Quenstedt
- D. Aegidii Strauchii Astrognosia by Johannes Andreas Quenstedt
- Theologica Didactico-Polemica, ch. 5: De Articuli Fidei, sect. I, q. 5 by Johannes Andreas Quenstedt (in English)